# 阿倫霍爾茨湖

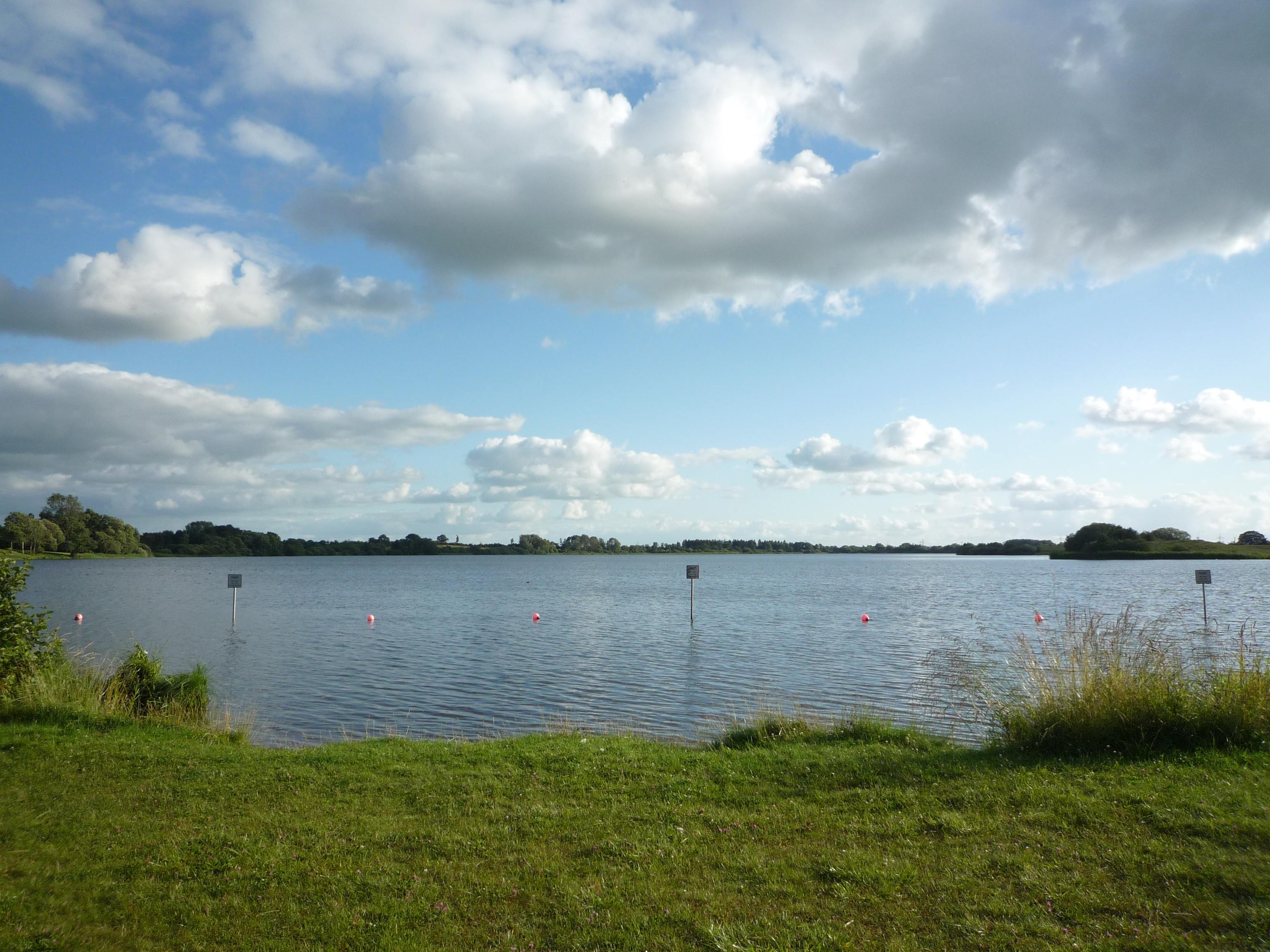

54°32′25″N 9°29′10″E / 54.54028°N 9.48611°E
阿倫霍爾茨湖（德語：Arenholzer See），是德國的湖泊，位於該國北部石勒蘇益格-荷爾斯泰因州，由石勒蘇益格-弗倫斯堡縣負責管轄，長1.4公里、寬1.1公里，面積0.82平方公里，海拔高度18.3米，平均水深4.3米，最大水深9.6米，水體容量349萬立方米，湖岸線長度4.6公里。